# Аденіке Оладосу
Аденіке Тітилопе Оладосу (англ. Adenike Titilope Oladosu, нар. 30 вересня 1994, Огбомошо) — нігерійська кліматична активістка, екофеміністка та ініціаторка руху «Шкільний страйк заради клімату» в Нігерії. Вона виступає за рівність, безпеку та побудову миру в Африці, особливо в регіоні озера Чад.
«Грінпіс» Великої Британії відзначив її серед трьох молодих чорношкірих активісток в Африці, які намагаються боротися зі зміною клімату, — разом із Ванессою Накате та Елізабет Ватуті, — протягом місяця історії африканців у Великій Британії а в грудні 2019 року Оладосу взяла участь у зустрічах COP25 в Іспанії як представниця нігерійської молоді, де вона виступила із «зворушливим зверненням» про кліматичні зміни в Африці та про те, як вони впливають на життя людей.

## Ранні роки
Оладосу походить з Огбомошо, штат Ойо, Нігерія. Вона здобула освіту у середній школі Гвагвалада Абуджа, а потім вступила до Сільськогосподарського університету в Макурді, де здобула перший ступінь в галузі економіки сільського господарства.

## Кліматичний активізм
Оладосу почала організовувати заходи на захист від зміни клімату після вступу до університету. Вона побачила фермерів та скотарів, розлючених тим, що їхні землі ставали все більш посушливими, а у інших громад, які раніше ніколи не стикалися з повенями, вони змили їхні сільськогосподарські угіддя. Ознайомлення зі «Спеціальним звітом про глобальне потепління на 1,5 °C» привело її до руху «П'ятниці заради майбутнього». Вона почала виступати в громадах, школах та громадських місцях про кліматичну кризу. Вона закликала садити дерева та виховувати однолітків.
У 2019 році Оладосу була лауреаткою премії Посол совісті від Amnesty International Нігерія. Також вона виступила перед світовими лідерами на молодіжному кліматичному саміті ООН.
Аденіке Оладосу взяла участь у конференції з питань зміни клімату в Мадриді 2019 року разом із Ґретою Тунберг, де звернула увагу світових лідерів на кліматичні рухи Нігерії та Африки..

## Нагороди
- Список «22 голоси для підписки у Twitter цього Дня Землі» від Amnesty International[17]
- Амбасадорка Африканського молодіжного кліматичного центру[18]